# هال السطحي (فلم)
هال السطحي  (بالإنجليزية: Shallow Hal) هو فيلم كوميدي أُنتج في الولايات المتحدة سنة 2001.

## طاقم التمثيل
- جاك بلاك
- جوينيث بالترو

## القصة
حول هال الشخص السطحي، والذي لا يواعد غير الفتيات الجميلات ويقابل رجلا ينومه مغناطيسيا ويجعله يرى الجمال الداخلى في النساء فقط. ويقابل روزمارى التي تعاني من سمنة مفرطة، فيراها أجمل الفتيات، ويقع في حبها. رغم محاولات صديقه لإقناعه بالحقيقة.

## طاقم التمثيل
- جاك بلاك (بدور: هال)
- جوينيث بالترو (بدور: روزماري شانهان)
- سوزان وارد (بدور: جيل)
- رينيه كيربي (بدور: والت)
- بروك بيرنز (بدور: كاترينا)
- روب موران (بدور: تيفاني)
- سيد بدرية (بدور: الدكتور سيد)
- توني روبنز (بدور: نفسه)

## الميزانية والإيرادات
بلغت تكلفة إنتاج الفيلم حوالي 40 مليون دولار بينما حقق أرباحا تقدر بـ 141,069,860 دولار.

## ردود الفعل
أُقتبست فكرة الفيلم في فيلم حبيبي نائما الذي أنتج عام 2008. 

## روابط خارجية
- هال السطحي على موقع IMDb (الإنجليزية)
- هال السطحي على موقع ميتاكريتيك (الإنجليزية)
- هال السطحي على موقع روتن توميتوز (الإنجليزية)
- هال السطحي على موقع نتفليكس (الإنجليزية)
- هال السطحي على موقع قاعدة بيانات الأفلام العربية
- هال السطحي على موقع ألو سيني (الفرنسية)
- هال السطحي على موقع Turner Classic Movies (الإنجليزية)
- هال السطحي على موقع أول موفي (الإنجليزية)
- هال السطحي على موقع بوكس أوفيس موجو (الإنجليزية)
- هال السطحي على موقع فيلمافينيتي (الإسبانية)